# University of Wyoming Women's Volleyball
La University of Wyoming Women's Volleyball è la squadra di pallavolo femminile appartenente alla University of Wyoming, con sede ad Laramie (Wyoming): milita nella Mountain West Conference della NCAA Division I.

## Storia
La squadra di pallavolo femminile della University of Wyoming viene fondata nel 1972. Nei primi anni della propria storia milita nell'AIAW Division I, affiliandosi alla Intermountain Athletic Conference. Dopo l'approdo in NCAA Division I, entra a far parte della High Country Athletic Conference, conquistando un titolo di conference. In seguito emigra prima nella Western Athletic Conference e poi nella Mountain West Conference.

## Record
| Piazzamento          |   | Edizione                                 |
| -------------------- | - | ---------------------------------------- |
| Tornei NCAA          | 4 | Sweet Sixteen: 3 1989                    |
| Tornei NCAA          | 4 | Primo turno: 3 1986, 1990, 1994          |
| Titoli di conference | 1 | High Country Athletic Conference: 1 1989 |

## Conference
- Intermountain Athletic Conference: 1974-1981
- High Country Athletic Conference: 1982-1989
- Western Athletic Conference: 1990-1998
- Mountain West Conference: 1999-

## Allenatori
- Trudy Christensen: 1972
- Mary Ellen Cloninger: 1973-1978
- Jim Stone: 1979-1981
- Pete Hanson: 1981
- Gerry Gregory: 1983-1985
- Mike English: 1986-1990
- Carolyn Eide: 1991
- Mike English: 1992-1993
- Beth Kuwata: 1994-1995
- Susan Steadman: 1996-2001
- Jim Barnes: 2002-2003
- Pat Stangle: 2004-2007
- Carrie Yerty: 2008-2012
- Chad Callihan: 2013-2022
- Kaylee Prigge: 2023-